# 萨拉曼卡新主教座堂

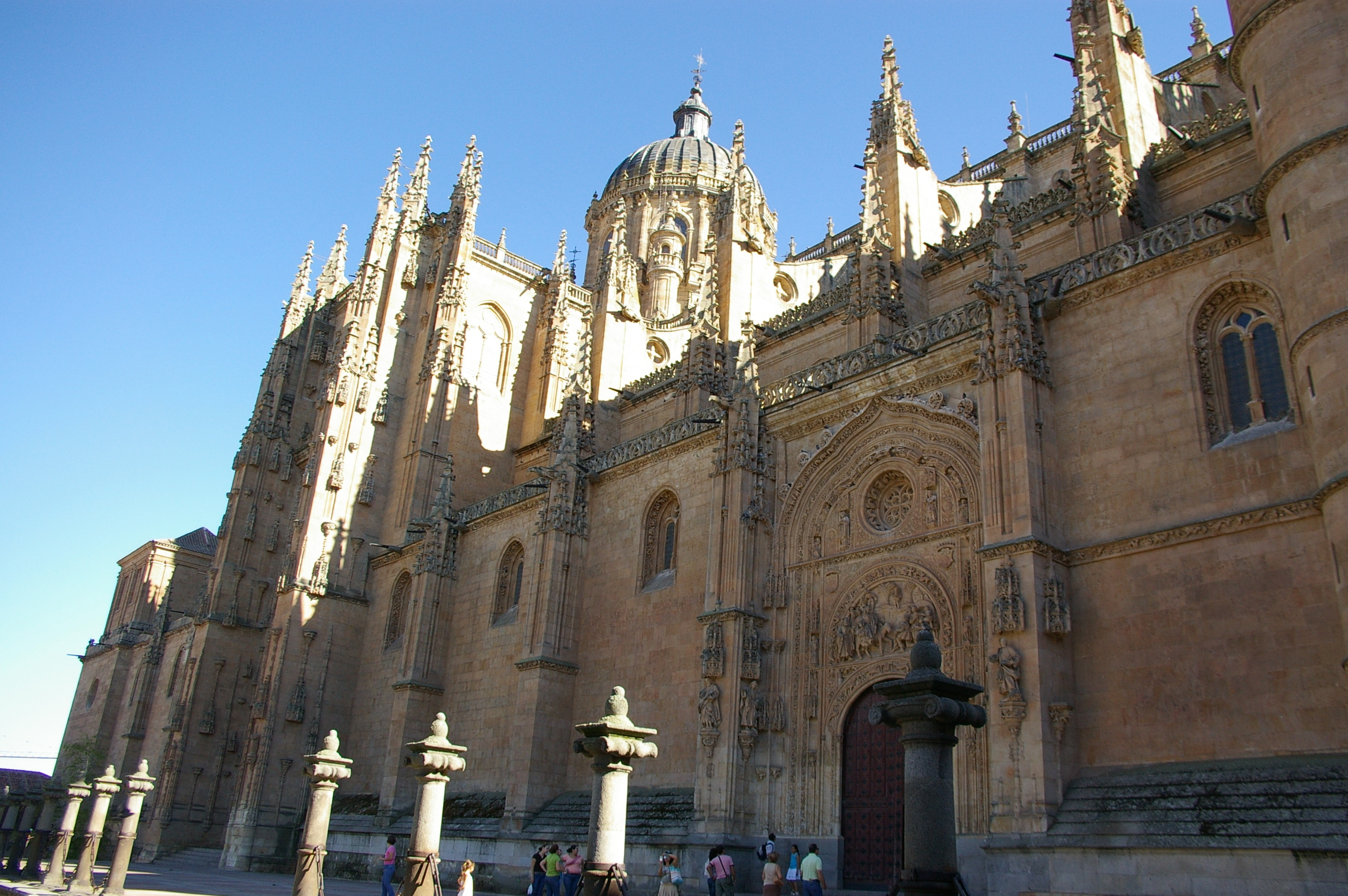
萨拉曼卡新主教座堂

萨拉曼卡新主教座堂（西班牙語：Catedral Nueva de Salamanca）是一座罗马天主教的主教座堂，位于西班牙萨拉曼卡，与萨拉曼卡旧主教座堂毗邻。这座建筑兴建于16世纪到18世纪，兼具哥特式和巴洛克式两种风格。这座主教座堂由西班牙斐迪南五世下令，始建于1513年，在1733年祝圣。1887年国王下诏宣布为国家古迹。

## 建筑风格

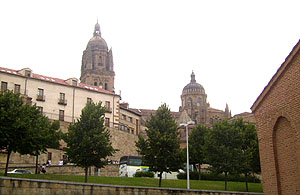
钟楼

建造这座主教座堂时，哥特式风格正在变得过时，与新的文艺复兴风格结合，在西班牙产生银匠风格（Plateresque）。但是，这座教堂保留了哥特式风貌，使其与旧主教座堂想融合。因此，在17和18世纪，还是继续修建了这座哥特式主教座堂。然而，在18世纪，加进了两个元素，打破了原有风格：中殿十字交錯處增加了一个巴洛克圆顶，钟楼增加了最上部分（92米）。新主教座堂斜靠在旧主教座堂的北墙上，为此，旧主教座堂不得不进行加固。

## 修复
1755年11月1日里斯本地震对其产生了破坏性影响，造成裂缝和窗户破损，今天仍然可见。地震发生后，进行了必要的维修和加固。每年10月31日，有Mariquelo的传统，居民攀登上圆顶，吹笛敲鼓，以纪念这个灾难的时刻。 
1950年前后，管风琴不得不进行调整。比利时专家吃惊地发现，尽管受到近一个世纪的忽视，但仍然音调完美，这是由于该地区气候干燥。

## 太空人浮雕传言
2011年中国大陆有论坛甚至媒体称西班牙萨拉曼卡的“伊诺尼马斯大教堂”（Ieronimus Cathedral）的浮雕上刻有一个清晰的身着宇航服的宇航员，实际上就是指新主教座堂上的一个“宇航员”浮雕，已被证实为1992年一批大学生在修复古建筑活动期间的一个“恶作剧”，另外还有一个“吃冰淇林的狮子”的浮雕，也是他们的杰作。
- “太空人”浮雕。
- 吃冰淇林的狮子